# 30. januar
30. januar je 30. dan leta v gregorijanskem koledarju. Ostaja še 335 dni (336 v prestopnih letih).

## Dogodki
- 1018 – sklenitev Budišinskega miru, ki zaključi nemško-poljsko vojno (1002-18) med rimsko-nemškim cesarjem Henrikom II. in poljskim vojvodo Boleslavom Hrabrim
- 1323 – prva omemba Celja; v sporazumu sta Ulrik V. Pfanberški in Elizabeta Goriška Konradu Aufensteinskemu zastavila svojo polovico celjske posesti za 500 mark srebra.
- 1918 – na sestanku z delagacijo jugoslovanskega kluba avstrijski kancler Ernst Seidler ponudi postopno reševanje južnoslovanskega vprašanja na podlagi majniške deklaracije. Delegacija ga zavrne z besedami Vse ali nič!
- 1933 – nemški predsednik von Hindenburg imenuje Adolfa Hitlerja za nemškega kanclerja
- 1941 – Tajska in Francoska Indokina skleneta premirje
- 1943 – Vichyjska Francija ustanovi Milico
- 1945 – zadnji radijski govor Adolfa Hitlerja
- 1953 – sprejet ustavni zakon o temeljih družbene in politične ureditve v LR Sloveniji
- 1959 – MS Hans Hedtoft zadane v ledeno goro in se potopi.
- 1968 – Severni Vietnam in južnovietnamska osvobodilna fronta pričneta odločilno ofenzivo Tet
- 1969 – skupina The Beatles priredi na strehi svojega londonskega studia Apple Corps svoj zadnji skupni koncert
- 1972 – »krvava nedelja« - britanska vojska ubije 14 demonstrantov v Bogsidu, predelu severnoirskega mesta Londonderry

## Rojstva
- 1621 – Jurij II. Rákóczi transilvanski knez († 1660)
- 1687 – Johann Balthasar Neumann, nemški arhitekt († 1753)
- 1720 – Bernardo Belloto, italijanski slikar († 1780)
- 1736 – James Watt, škotski izumitelj, inženir in kemik († 1819)
- 1781 – Louis-Charles-Adélaïde Chamisso de Boncourt - Adelbert von Chamisso, francosko-nemški pisatelj († 1838)
- 1838 – Jakob Missia, slovenski kardinal († 1902)
- 1841 – Samuel Loyd, ameriški problemist, ugankar, razvedrilni matematik († 1911)
- 1846 – Francis Herbert Bradley, britanski filozof († 1924)
- 1848 – Ferdinand Ritter von Mannlicher, avstrijski izdelovalec orožja († 1904)
- 1859 – Edward Martyn, irski dramatik († 1923)
- 1882 – Franklin Delano Roosevelt, ameriški predsednik († 1945)
- 1905 – Božo Vodušek, slovenski pesnik, esejist, prevajalec († 1978)
- 1927 – Sven Olof Joachim Palme, švedski predsednik vlade († 1986)
- 1929 – Boštjan Hladnik, slovenski filmski režiser († 2006)
- 1930 – Eugene Alden »Gene« Hackman, ameriški filmski igralec
- 1950 – Andrej Andrejevič Bolibruh, ruski matematik († 2003)
- 1962 – Jonas Žnidaršič, slovenski igralec, televizijski in radijski voditelj
  - Abdulah II., jordanski kralj
- 1968 – Filip VI., španski kralj
- 1985 – Richie Porte, avstralski kolesar

## Smrti
- 1181 –  cesar Takakura, 80. japonski cesar (* 1161)
- 1230 – Pelagij Galvani, španski papeški legat, križar (* 1165)
- 1344 – William Montagu, angleški plemič, 1. grof Salisbury, kralj otoka Man (* 1301)
- 1384 – Ludvik II., flandrijski grof (* 1330)
- 1574 – Damião de Góis, portugalski humanist (* 1502)
- 1629 – Carlo Maderno, italijanski arhitekt (* 1556)
- 1649 – Karel I., angleški kralj (* 1600)
- 1889 – Rudolf Habsburški, prestolonaslednik Avstro-Ogrske (* 1858)
- 1897 – Niši Amane, japonski politik in filozof (* 1829)
- 1945 – Gottlieb Haberlandt, avstrijski botanik (* 1854)
- 1948 – Mohandás Karamčand »Mahatma« Gándhi, indijski politik, voditelj (* 1869)
  - Orville Wright, ameriški letalec (* 1871)
  - Martin Wutte, avstrijski nacionalistični zgodovinar (* 1876)
- 1951 – Ferdinand Porsche, nemški konstruktor avtomobilov (* 1875)
- 1958 – Ernst Heinrch Heinkel, nemški letalski konstruktor (* 1888)
- 1960 – Ivan Pregelj, slovenski pisatelj (* 1883)
- 1963 – Francis Jean Marcel Poulenc, francoski skladatelj (* 1899)
- 1969 – Dominique Pire, belgijski dominikanski redovnik, nobelovec, humanitarec, (* 1910)
- 1983 – Alan Gordon Cunningham, britanski general, politik (* 1887)
- 1991 – John Bardeen, ameriški fizik, nobelovec 1956, 1972 (* 1908)
- 2005 – Karmen Orel, slovenska šahistka (* 1984)
- 2006 – Emilijan Cevc, slovenski umetnostni zgodovinar (* 1920)

## Goduje
- sveta Martina
- sveta Jacinta Marescotti
- sveta Marija Ward